# Achim Steiner

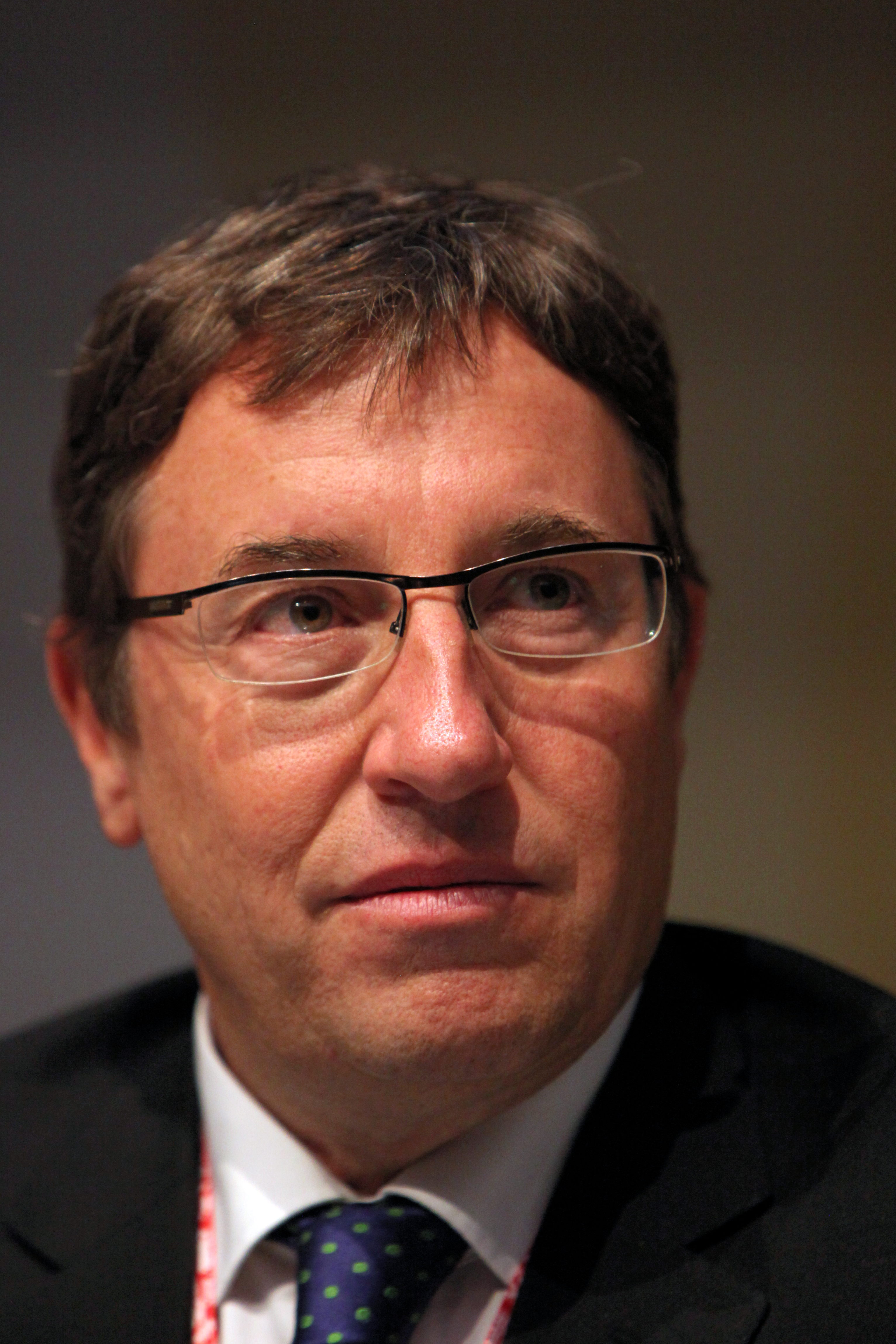
Achim Steiner (2014)

Achim Steiner (* 17. Mai 1961 in Carazinho, Brasilien) ist ein deutsch-brasilianischer Politiker und Untergeneralsekretär bei den Vereinten Nationen (UN). Bis 2016 leitete er als Exekutivdirektor das UN-Umweltprogramm (UNEP). 2017 wurde er Leiter des UN-Entwicklungsprogramms (UNDP). Er ist der derzeit ranghöchste deutsche UN-Beamte.

## Leben
Achim Steiner wurde in Brasilien als Sohn eines aus Deutschland eingewanderten Landwirts geboren. Er besitzt sowohl die deutsche als auch die brasilianische Staatsangehörigkeit. Er wuchs in Brasilien und Deutschland auf und studierte Philosophie, Politik und Ökonomie an der University of Oxford. An der University of London erwarb er einen Master-Abschluss in Ökonomie und Regionalplanung. Studienaufenthalte am Deutschen Institut für Entwicklungspolitik (DIE) in Berlin und an der Harvard Business School schlossen sich an. Nach seinem Studium hatte Steiner zunächst bei Umweltverbänden auf der lokalen Ebene gearbeitet, bevor er seine Arbeit im internationalen Umweltschutz aufnahm.
Steiner war zunächst für die weltweit größte Naturschutzorganisation IUCN in Washington, D.C. und Asien tätig und wurde 1998 Generalsekretär der World Commission on Dams (WCD) in Kapstadt. 2001 kehrte er zur IUCN als Generaldirektor der World Conservation Union IUCN mit Sitz im schweizerischen Gland zurück.

## Direktor des UN-Umweltprogramms
Am 15. März 2006 wurde Achim Steiner in Nairobi von UN-Generalsekretär Kofi Annan als Nachfolger von Klaus Töpfer für das Amt des Exekutivdirektors des UNEP nominiert und einen Tag später von der UN-Generalversammlung gewählt. Sein Amt trat er am 15. Juni 2006 an. Am 22. April 2010 wurde Steiner für weitere vier Jahre in seinem Amt bestätigt. Die zweite Berufungsperiode begann am 15. Juni 2010 und endete am 14. Juni 2014.
Während Steiners Amtszeit wurde das Budget des UNEP von 7 Mio. US-Dollar im Jahr 2012 auf 34,96 Mio. US-Dollar für den Zeitraum 2014/2015 erweitert. Dies entspricht 4,5 % der Gesamtausgaben der UN im Zeitraum 2014 bis 2015. 2012 wurde Steiner für sein Engagement mit dem Ehrenpreis des Deutschen Nachhaltigkeitspreises ausgezeichnet.
Anfang Mai 2016 verkündete UN-Generalsekretär Ban Ki-moon einen Nachfolger für den vorzeitigen Wechsel.
Steiner gab seinen Rücktritt zum Juni 2016 bekannt. Er hatte einen Ruf als Direktor an die Martin School an der University of Oxford angenommen.

## Leitung des UN-Entwicklungsprogramms

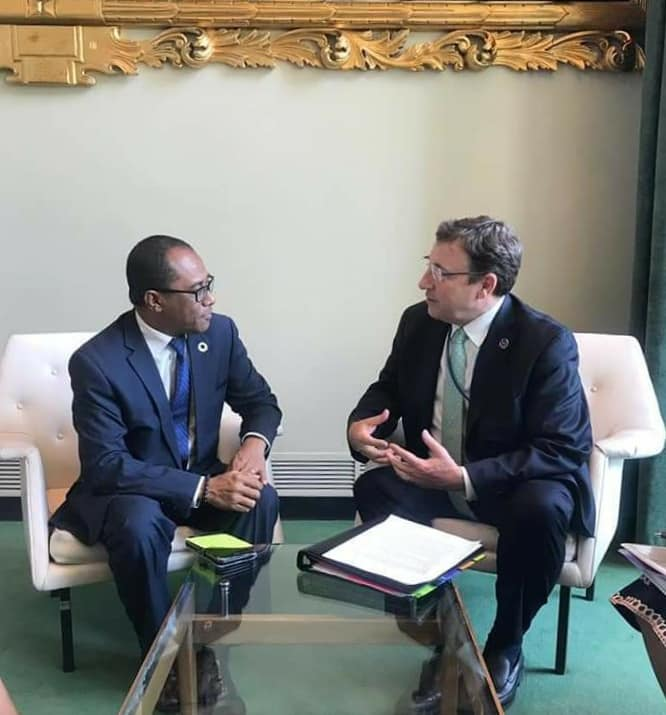
Steiner trifft Osttimors Außenminister Dionísio Babo (2019)

Am 18. April 2017 wurde Steiner von UN-Generalsekretär António Guterres als Administrator des Entwicklungsprogramms der Vereinten Nationen (UNDP) nominiert und in der Folge von der UN-Generalversammlung bestätigt. Sein Amt trat Steiner am 19. Juni 2017 an.

## Positionen
Steiner ist Mitglied der International Gender Champions, die sich für Geschlechtergleichstellung in nationalen und internationalen Organisationen einsetzt.

## Ehrungen
- 2012: Deutscher Nachhaltigkeitspreis (neben den Prinzen und den Scorpions)
- 2018: Adam-Smith-Preis für marktwirtschaftliche Umweltpolitik[9]